# Église Sainte-Juste-et-Sainte-Ruffine de Prats-de-Mollo-la-Preste
L'église Sainte-Juste-et-Sainte-Ruffine est une église catholique située à Prats-de-Mollo-la-Preste, en France.

## Localisation
L'église est située dans le département français des Pyrénées-Orientales, sur la commune de Prats-de-Mollo-la-Preste.

## Historique
Le 7 des calendes de juillet 982, une église dédiée aux saintes Juste et Ruffine est consacrée par Hildesind, évêque d'Elne, en présence d'Oliba Cabreta, comte de Cerdagne et de Besalú, de sa femme et ses fils, qui est à l'origine de la paroisse de la villa Pratis.
L'augmentation de la population a obligé de construire une nouvelle église, consacrée le 23 avril 1245 par Bernat de Berga, évêque d'Elne. Le clocher actuel date de cette époque.
Le dernier étage du clocher date du XIVe siècle. La pyramide qui le termine a été construite en 1634.
Au XVIIe siècle, l'église romane est jugée trop petite car il y a alors 1 200 fidèles. Les consuls et les conseillers de la ville décidèrent en 1648 de modifier l'église paroissiale. Les plans de la nouvelle église sont faits par Antoine Doldon, architecte de Perpignan. L'église est construite par Guillaume Fara, père et fils, maîtres maçons de Prats-de-Molo en conservant les murs gouttereaux de l'église édifiée au XIIIe siècle mais en les surélevant pour recevoir la nouvelle couverture.
La première pierre est posée le 23 avril 1649. La façade est bâtie en 1650. La voûte s'écroule en 1663. Les habitants décident alors de confier la reconstruction à l'architecte Jacques Marial ou Marsal qui a travaillé dans l'évêché d'Elne, aux églises de Maureillas, de Collioure et du Jésus de Perpignan, en Alt Empordà, aux églises de Selva, de Cadaqués et de Navata. Il a construit la voûte gothique de l'église. Les voûtes des chapelles sont refaites dans le même style après les avoir surélevées. Deux nouvelles chapelles sont construites, la chapelle du Rosaire, au midi, en 1673, la chapelle du Saint-Sacrement, au nord, en 1675. Après la réalisation en 1678 du dernier doubleau de la nef, avant le chœur, on a construit un nouveau chevet polygonal en trois ans. La campagne des travaux est terminée au moment de la bénédiction solennelle, le 7 décembre 1681.
L'édifice est classé au titre des monuments historiques en 1921.

## Mobilier
L'église possède un riche ensemble de retables.

### Retable du maître-autel
Ce retable est consacré aux deux saints patrons de l'église. Il est béni le 14 mars 1693 mais il ne fut doré qu'entre 1743 et 1748. Le retable comprend au-dessus d'un soubassement et d'une prédelle, trois étages de panneaux sculptés et de grandes niches.

### Retable de saint Michel
Ce retable se trouve dans l'ancienne chapelle des tisserands construite en 1701. Le retable a été construit en 1705 et doré après 1723.

### Retable du Rosaire
Le retable a dû être sculpté en 1706, doré en 1742 et repeint en 1892.

### Retable de saint Joseph
Ce retable a été sculpté en 1709.

### Retable du Saint-Sacrement
Le retable a été sculpté en 1717 et doré deux ans plus tard.

### Retable de saint François-Xavier
Ce retable se trouve dans la chapelle du Saint-Sacrement.

### Retable de saint Pierre et saint Paul
Il est en face du retable précédent.

### Retable de sainte Catherine
Il a été sculpté au XVIIIe siècle et peint en 1789.

## Orgue de tribune de Prats-de-Mollo
Le premier orgue de l'église est construit en 1724 par le frère Pascal Cervello, religieux de Perpignan. Le buffet est réalisé par Salvador Quinta, ébéniste de Barcelone. L'orgue est mis hors d'usage en 1793 mais le buffet est intact. En 1842-1843, Honoré Grinda, originaire de Nice et installé dans les Pyrénées-Orientales avec son frère Antoine, reconstruit l'orgue dans le buffet de Salvador Quinta. Honoré Grinda est mort à Prats-de-Mollo en 1843. Les travaux sont terminés par son contremaître, Raymond Riqué. La foudre frappe l'orgue en 1932 en détruisant de nombreux tuyaux mais en épargnant le buffet. L'orgue est classé au titre d'objet en 1933,,. Le nouvel orgue est restauré en 1957-1958 par le facteur Georges Danion, de la maison Danion-Gonzalez de Châtillon. Le facteur Yves Cabourdin assure un relevage de l'orgue en 1975. Un nouveau relevage est fait en 1982 par la Manufacture Danion-Gonzalez, puis en 2016 par le facteur Charles-Emmanuel Sarélot, de la Manufacture Languedocienne des Grandes Orgues, de Lodève.